# Albert Billeter
Albert Billeter   (Männedorf, 23 de novembre de 1815 - 20è districte de París, 1894) fou un rellotger suís.

## Biografia
Va néixer l'any 1815 a Männedorf, prop de Zúric, i als 17 anys es va iniciar en l'art de la rellotgeria. El 1841 es va casar amb Dorothea Kappeler, amb qui el 1846 va tenir Friedrich Arnold, que seria rellotger fincat a Londres. Es diu que abans del 1850, Albert va estar establert a Itàlia, d'on no hi ha cap notícia de les seves activitats.
Entre 1850 i 1889 es va establir al carrer de l'Àngel, 83, cantonada amb Torrent de l'Olla (Can Pardal) de Gràcia, on fundà la seva Fábrica de Relojes de Torre para Iglesias, Ferro carriles, Fábricas y casas de campo. Relojes de vigilancia, telégrafos eléctricos y aparatos científicos, segons un anunci contemporani del seu establiment. Hi desenvoluparia la pràctica totalitat de les seves obres conegudes: dos grans rellotges astronòmics, rellotges de campanar que gaudeixen o que han gaudit en algun moment de gran prestigi per part del poble gracienc i barceloní, invents que havien de modernitzar la determinació i distribució de l'hora en la ciutat de Barcelona, i molts petits instruments i altres rellotges de menor importància, dels que en coneixem un de caixa alta, un de viatge i un cronòmetre de marina.

## Obres

### El rellotge astronòmic delCongrés dels DiputatsdeMadrid(1854-1857)
Durant els anys 1854 al 1857, Albert Billeter va construir en el seu taller gracienc un excepcional rellotge astronòmic de caixa alta que en la part superior mostra la posició de la Terra i de la Lluna al voltant del Sol, amb l'òrbita terrestre emmarcada en un cercle zodiacal graduat. A la part inferior hi ha diverses esferes que indiquen l'hora local, les dades del calendari perpetu, les hores de 20 meridians diferents, el temps mitjà, l'equació del temps i les hores de sortida i posta del Sol diàries. També hi ha un espai més ampli que conté un planetari on es mostra la posició dels principals planetes en les seves òrbites al voltant del Sol. Més avall hi ha un termòmetre, un higròmetre i un baròmetre.
Gràcies a la magnífica restauració del rellotge que va efectuar el rellotger madrileny Juan José Ontalva l'any 1982, aquest rellotge astronòmic encara es conserva en perfecte estat de funcionament en una de les dependències del Palau del Congrés dels Diputats de Madrid (Ontalva 1983).

### El rellotge astronòmic de laReial Acadèmia de Ciències i Arts de Barcelona(1859-1869)
L'èxit que va tenir el rellotge del Congrés en els cercles polítics madrilenys va ser tan gran que poc temps després la Cambra Alta encarregà a Billeter la construcció d'un altre rellotge de característiques similars al primer però de majors dimensions, destinat al Palau del Senat.
L'any 1859, Albert Billeter començà el segon dels seus grans rellotges astronòmics i, en compliment de l'encàrrec del Senat, el va projectar amb unes mides d'un tres metres d'alçada per dos d'amplada, molt més gran que l'anterior. Les característiques generals d'ambdós rellotges serien similars, però en aquest hi empraria una tecnologia més avançada i, sobretot, el faria molt més atractiu a la vista, car a través dels vidres del moble havien de ser visibles tots els mecanismes. És el que en llenguatge tècnic s'anomena un rellotge esquelètic.
La màquina del rellotge està situada dins d'un luxós moble rematat amb l'escut Isabelí i protegida per un vidre d'uns 2 x 2 metres, a través del qual són visibles tots els mecanismes, estèticament disposats, amb una munió d'esferes indicadores.
A l'esquerra hi ha l'esfera de l'hora local que funciona amb el seu propi pèndol. Simètricament, al costat oposat hi ha una esfera similar que indica les dades solars (l'equació del temps i les hores de sortida i posta del sol diàries) amb un segon pèndol que controla el moviment de tots els indicadors astronòmics.
Entre les dues esferes esmentades hi ha un gran disc gravat amb els signes del Zodíac que emmarca el sistema Sol-Terra-Lluna, on es poden veure en tot moment, les posicions relatives dels tres astres entre ells i respecte del cercle zodiacal. També reprodueix la fase de la lluna i la inclinació de l'eix de la terra respecte del Sol que és la causa de les quatre estacions de l'any.
A sota d'aquest sistema hi ha quatre petites esferes que constitueixen un calendari perpetu i on es pot llegir el dia del mes, el dia de la setmana, el mes i l'any en curs. El sistema mecànic té en compte el salt automàtic dels dies necessaris en els mesos de menys de 31 dies, fins i tot del febrer dels anys de traspàs.
Una mica més avall, i dintre d'un altre cercle zodiacal, hi ha el sistema planetari on es pot veure la posició relativa dels planetes i asteroides: Mercuri, Venus, la Terra, Mart, Vesta, Ceres, Juno, Pal·les, Júpiter, Saturn i Urà. La roda que impulsa l'indicador d'aquest darrer planeta és el mòbil més lent del rellotge, ja que només dona una volta cada 84 anys. Billeter no hi va incloure el planeta Neptú que feia pocs anys que havia estat predit i descobert, ni, naturalment, Plutó que no ho seria fins a l'any 1930.
Per acabar, al voltant del planetari hi ha 24 esferes que senyalen l'hora de 24 meridians d'arreu del món: Antípodas, Londres, Constantinopla, Berlín, Lisboa, Cairo, Pekín, Montevideo, Mexico, Habana, Ceuta, S. C. de Tenerife, S. J. de Puerto Rico, Manila, Fernando Poo, Rio de Janeiro, Nueva York, Calcutta, Ispahan, Viena, Berna, S. Petersburg, Roma, Paris.
Billeter va trigar 10 anys a acabar aquest segon rellotge astronòmic, durant els quals el Senat es va desentendre del seu encàrrec. Creiem que l'excés de temps invertit en seria el motiu.
L'any 1877, el meravellós rellotge fou exposat a la Universitat de Barcelona, on seria admirat pel rei Alfons XII, en el marc de l'exposició titulada Manifestación de la Industria Catalana. Posteriorment va passar a mans de la família Moragas, ebenistes propietaris del valuós moble que conté el rellotge, i que també havien estat els autors del moble del rellotge del Congrés.
L'any 1888, el rellotge fou exposat en el Pavelló de les Ciències de l'Exposició Universal de Barcelona, on li fou atorgada una medalla d'or. Finalitzada l'Exposició, la família Moragas diposità el rellotge a la seu de la Reial Acadèmia de Ciències i Arts. L'any 1926 va ser adquirit per la institució que el tenia en dipòsit, per 3.000 pessetes.
El rellotge ostenta en un lloc destacat, entremig de les diverses esferes indicadores, una placa amb aquesta inscripció: Inventado y construido por Alberto Billeter en Gracia de Barcelona 1869.
Degut a la seva extremada complicació mecànica, el rellotge va estar molts anys sense funcionar, malgrat que va ser objecte d'estudi per part de rellotgers i acadèmics. El Dr. Ramon Jardí va publicar l'any 1960 una memòria amb un estudi exhaustiu del seu mecanisme amb algunes dades històriques, de la que hem extret aquí els detalls que afecten a la família Moragas i a la Reial Acadèmia (Jardí 1960).
L'any 1985 va ser restaurat completament per un equip de professors i alumnes del Departament de Rellotgeria de l'IES-SEP La Mercè de Barcelona sota la direcció del professor Ramon Beseran i Claret, degà del departament, qui seguidament se'n feu càrrec del seu laboriós manteniment fins a la seva mort. Actualment encara pot ser admirat, en perfecte estat de marxa, en el vestíbul de la Reial Acadèmia de Ciències, al número 115 de la Rambla barcelonina.

### El rellotge delCampanar de Gràcia(1862-64)

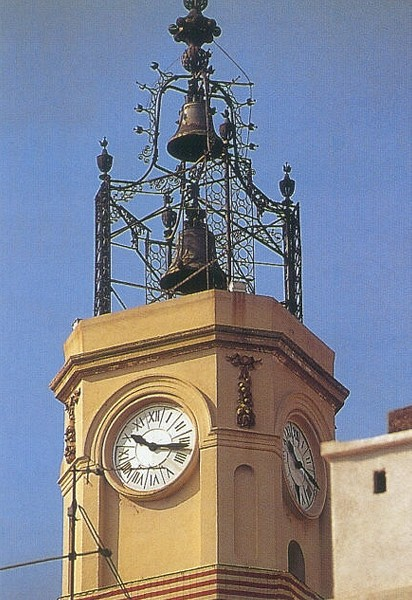
Campanar de Gràcia amb el rellotge d'Albert Billeter

Paral·lelament als entrebancs soferts amb el rellotge astronòmic encarregat pel Senat, Albert Billeter va seguir treballant en obres de menor importància artística però de no menys transcendència. L'any 1862 començà a construir la màquina d'un rellotge de campanar destinat a la torre que hauria d'ocupar el centre de la plaça d'Orient de Gràcia.
Símbol indiscutible de la Vila de Gràcia, l'esvelt campanar està situat al bell mig de la Plaça de Rius i Taulet, davant mateix de la seu del Districte. Anteriorment aquest indret se l'havia anomenat plaça d'Orient i de la Constitució; popularment també se l'ha conegut com la plaça de la Vila, del Campanar i del Rellotge, per motius obvis.
La cèlebre campana de Gràcia que és la que toca les hores, no va ser batejada però fou coneguda antigament per La Marieta, pesa 1200 kg i mesura 1,27 m d'alçada per 1,30 de diàmetre. Des de la Revolta de les Quintes de l'any 1870, en què la campana major del rellotge s'esquerdà durant un intens bombardeig, el Campanar de Gràcia es va anar convertint en el símbol per excel·lència de la Vila, qualitat que encara conserva, i la campana major va adquirir una forta càrrega simbòlica. Darrere de tan important símbol, però, hi havia un silenciós mecanisme que li donava vida i del que ningú no se n'havia preocupat més.
La màquina del rellotge fou construïda per Albert Billeter i romandria en el seu emplaçament del Campanar de Gràcia fins a l'any 1929 en què havia de ser substituïda per una nova màquina procedent del país Basc. La substitució, però, no es pogué portar a terme immediatament, ja que amb les corredisses de l'Exposició Universal d'aquell any, la màquina basca va ser instal·lada al cim de l'Hotel situat al número 1 de la plaça d'Espanya per donar l'hora al públic de l'Exposició.
El rellotge d'en Billeter seguí funcionant dalt del campanar fins a l'any 1943, quan es va poder recuperar la màquina de la plaça Espanya i posar-la per fi a Gràcia. La màquina basca l'any 1952 fou novament substituïda per una màquina de la fàbrica Blasco de Roquetes. Aquesta màquina va funcionar durant trenta anys fins que l'any 1982 fou substituït per un rellotge electrònic.

### El rellotge delPassatge(1864)
A Barcelona hi ha  un passatge, que va des del carrer dels Escudellers al dels Còdols, que encara du el nom de Passatge del Rellotge, malgrat que no hi queda cap vestigi de l'instrument que li va donar aquest nom, que marcava l'hora de les principals ciutats del món, els dies del mes i les fases de la lluna, mecanisme que deixava bocabadats els ciutadans. Fa poc temps, l'historiador Pere Beseran va descobrir-ne el plànol autògraf d'Albert Billeter a l'Arxiu Històric del Col·legi d'Arquitectes. Les mides havien de ser, segons el plànol, d'1,98 m d'alçada per 1,10 m d'amplada i 34 cm de fondària mesurats des del vidre frontal. L'aspecte d'aquesta peça ens recorda el rellotge que ell mateix va construir abans de deixar la seva Suïssa natal i que es conserva al Museu d'Art i Història de Neuchâtel. Així doncs, s'ha de concloure que el rellotge original seria desmuntat, modificat o simplement apartat de la façana, abans del 1932 quan fou feta la fotografia.

### El rellotge de laCatedral de Barcelona(1865)
Va ser construït el 1865 per encàrrec de l'Ajuntament de Barcelona i anava destinat al campanar de la catedral. La nova màquina de Billeter havia de substituir el molt prestigiós rellotge dels flamencs Simó Nicolau i Climent Ossen, que havia estat funcionant sense interrupció durant gairebé tres segles. El 7 d'agost del 1863, l'Ajuntament aprovà el projecte per fer un nou rellotge i unes noves campanes; l'obra s'enllestí l'any 1865 i començà a actuar el 4 de novembre del 1866. Actualment ja porta funcionant més de 140 anys i el seu aspecte i servei no anuncien, ni de bon tros, la necessitat de pensar-ne en la jubilació. El seu nivell de qualitat és tan alt perquè Billeter el va projectar per a ser el centre d'una xarxa de distribució elèctrica de l'hora, ja que experimentalment va estar connectat a un altre rellotge patró situat a la mateixa torre de la Seu, que posava elèctricament en hora la màquina major i actuava de centraleta distribuïdora de senyals horaris destinats a altres rellotges públics.
La inscripció que ostenta la campana Eulàlia dona fe de l'experiment de distribució elèctrica de l'hora que es pensava portar a terme amb la nova instal·lació: el primer regulador semielèctric fet a Espanya. Billeter, però, s'havia avançat massa al seu temps. El baix nivell de la tecnologia elèctrica i la falta de comprensió de la necessitat d'unificar l'anarquia horària llavors existent, retardarien encara vint anys l'èxit de la seva idea.
Els que, després d'haver llegit aquestes ratlles, s'acostin a la catedral de Barcelona amb l'ànim de contemplar de lluny el rellotge de Billeter, que no s'esverin si no el poden veure. L'hora del rellotge de Billeter només pot ser apreciada a través dels tocs que efectua a cada quart d'hora sobre les dues campanes del campanar oriental de la Seu. El so de les campanes arriba molt més lluny que la visió que podria proporcionar una esfera pública que, per altra banda, torbaria el conjunt harmònic de l'edifici gòtic.
Ha estat sempre un dels rellotges més exactes de la ciutat, prestigi que encara conserva. Durant un temps se li va acoblar un regulador electrònic al pèndol que només modificava el comportament del rellotge inicial en el que fa referència a l'augment de la seva precisió. El regulador electrònic fou construït pel doctor Martí Vergés i Trias i el seu equip de la facultat d'informàtica de la Universitat de Barcelona. El doctor Vergés fou durant molt temps el responsable del seu manteniment i constant millora.

### Rellotge de l'Església deSant Joan de Berga
En aquest campanar hi havia hagut un rellotge del segle xviii o anterior que, cap a finals del XIX estava ja tan deteriorat que es va encarregar la seva substitució a Billeter. No sabem, però, la data exacta en què es portà a terme la construcció i instal·lació de la nova màquina que deuria ser entre 1865 i 1880 (Comellas, 1989).
La màquina de Billeter va estar funcionant amb tota correcció fins a finals del segle XX quan es va desmuntar i traslladar als magatzems municipals a l'espera de ser exposada en el museu de la ciutat. Està signada per “Alberto Billeter. Barcelona” i consta de tres trens d'engranatges per senyalar l'hora en una esfera exterior i tocar els quarts i les hores en sengles campanes.

### Altres rellotges signats per Billeter
Hi ha tres rellotges més que no són públics; es tracta d'un rellotge de caixa alta, un altre de viatge i un cronòmetre de marina.
El primer, com podem observar es tracta d'un rellotge de caixa alta que a primera vista no té cap qualitat particular respecte d'altres rellotges similars. Una sòbria caixa de fusta amb vidres per tres costats tanca una esfera de tipus regulador que indica les hores, els minuts i els segons. La màquina de pèndol perfectament visible a través dels vidres. L'únic rellotge de Billeter que, aparentment, podríem dir que no té res d'especial, però amb un lleuger examen interior veiem que tenia previst la instal·lació de complexos mecanismes que mai no es van portar a terme.
Porta gravat el número 591 i no sabem si és realment indicador de la quantitat de rellotges construïts o potser en aquesta numeració entraven també els altres instruments dels que ens parla en la seva publicació.
El segon és un rellotge amb la signatura de Billeter i el nom de Barcelona. Es tracta d'un rellotge de taula del tipus dit de viatge; amb la caixa formada per diversos vidres, esfera esmaltada i la màquina a la vista. Sembla un rellotge de manufactura francesa molt usual a l'època. En aquest supòsit Billeter, com era molt usual, hauria comprat rellotges d'un o diversos tipus determinats i els hauria marcat amb la seva signatura abans de vendre-l's. Aquí, però, tornem a xocar amb el fet de ser l'únic exemplar d'aquest tipus conegut i, per tant, és difícil d'extreure’n conclusions; a més té la particularitat de conservar l'espai dels mecanismes de soneria i despertador, però sembla que aquestes peces no hagin estat mai situades en el lloc que hi tindrien reservat.
El tercer rellotge és un cronòmetre de marina de característiques molt particulars que, com tota l'obra de Billeter, no ofereix cap dubte que fou construït per ell mateix. El rellotge està tancat en una caixa de fusta noble amb l'estructura habitual en els cronòmetres de marina i muntat en una suspensió Cardan. A l'esfera hi consta la signatura de Billeter amb l'expressió que fou fet a Gràcia, Barcelona.
La dècada dels anys setanta estaria marcada, en la vida de Billeter per no haver pogut dur a terme els experiments avantguardistes sobre la unificació horària i per l'honor de veure com el seu gran rellotge astronòmic, que sens dubte deuria considerar l'obra més important de la seva vida guanyava una medalla d'or durant l'Exposició Universal del 1888. Aquest fou un gran premi però arribaria massa tard, ja que al voltant de l'any 1870 Billeter abandonà Gràcia, on havia residit els 20 dels anys més fructífers de la seva vida.